# More Colours!
More Colours! es el tercer álbum de The Pinker Tones, formado tanto por remixes de otros artistas de temas de sus anteriores discos como mezclas realizadas por The Pinker Tones de otras canciones.

## Lista de canciones
1. Beyond nostalgia (remix by kassin, the + 2's)
2. Love tape (remix by Jeff automatic)
3. l'heros (remix by torpedo boys)
4. Mojo Moog (remix by Stryrofoam)
5. Gone go on (remix by pecker)
6. Sonido total (remix by the pinker tones and dj niño)
7. Maybe next saturday (remix by PJ Rose)
8. Picolissima descarga (a capella cover by the pinker tones)
9. Pink Freud (remix by dyko)
10. TMCR Grand Finale (remix by ElzaPopinzz)
11. Many years ago (remix by professor Manso)
12. Viva la juventud (Remix by The Pinker Tones)
13. Love taoe (Mash up by Pinker Tones)
14. One of them (reix by Konishi Yasaharu, Pizzicato Five)
15. Mais Pourquoi? (remix by Ursula 1000)
16. Mojo moog (remix by the submarines)
17. Pinkerland Becaína (mash up and remix by the Pinker Tones)
18. Gone go on (remix by zeta Bosio & andy body)
19. Maybe next saturday (remix by juzz)
20. TMCR Grand Finale (Remix by kinky)
21. Sonido Total (Remix by Concorde Music Club)
22. Love tape (Live @ KCRW Morning Becomes Eclectic Acoustic Version)
23. Welcome to TMCR (Remix by Alex Acosta)
24. Karma Hunters (Remix by Dj Niño)
25. Beyond Nostalgia (Remix by Daniel Melero)
26. Karma Hunters (take me to Shibuya Remix)
27. L' Heros (Remix by Danbeat)
28. TMCR Grand finale
29. Mais Porquois? (BCN MIX)
30. Picolissima descarga (remix by el miku)
31. In pea we nuts (Remix by the Pinker Tones)
32. Señoras y Señores (Remix by Mister Furia)
33. Welcome to TMCR (remix by Alex Acosta)
34. Karma hunters (Remix by Mexican Institute of Sound)

- Datos: Q6910917